# Anzio Calcio 1924
L'Associazione Sportiva Dilettantistica Anzio Calcio 1924, meglio nota come Anzio, è una società calcistica italiana con sede nella città di Anzio. Milita in Serie D, quarta divisione del campionato italiano.

## Storia

### A.S. Anzio (1924-1990)
Le origini della società risalgono al 1924 quando fu fondata l'A.S. Anzio. Dopo anni di dure battaglie nei campionati di I Divisione e Promozione l'Anzio, dopo aver ottenuto la vittoria nel proprio girone, il 9 e il 17 giugno 1963 si aggiudicò la promozione battendo la A.S. Omi, vincitrice dell'altro girone. In Serie D rimase per ben otto anni consecutivi. Dopo la retrocessione riprese l'attività nei campionati inferiori fino al 1990, quando riconquista nuovamente la promozione nel campionato Interregionale. La società ha sempre lavorato per mettere in evidenza i propri ragazzi: il 12 marzo 1972 fece l'esordio nella prima squadra Bruno Conti ed in data 17 luglio 1973 fu ceduto definitivamente alla Roma. Altro elemento di spicco è stato Stefano Colantuono che ha partecipato a vari campionati di Serie A e di Serie B.

### Anziolavinio (1990-2015)
Nell'estate 1990 l'A.S. Anzio si fuse con l'A.C. Lavinio dando vita all'Anziolavinio. La nuova società ha sempre partecipato ai vari campionati regionali con la squadra maggiore e ai campionati regionali e provinciali con il settore giovanile.
Nella stagione 1992/1993 per non aver avuto un contributo dal Comune di Anzio l'allora Presidente Di Paolo inizia a vendere i migliori giocatori predestinando la squadra alla retrocessione nel campionato di Promozione. La squadra così retrocessa rischiò di scomparire per decisione del Presidente Di Paolo che minacciò di vendere il titolo. Solo grazie al nuovo Presidente, Umberto Succi, che acquistò il pacchetto delle quote insieme a suo fratello Giorgio ed alcuni imprenditori locali, questo pericolo fu scongiurato. Nel campionato 1994/1995 con i due Presidenti Umberto Succi e Italo Colarieti la squadra vince il campionato di Promozione ed approda nuovamente al campionato di Eccellenza. Sempre nello stesso campionato, il 6 gennaio 1996, allo Stadio Flaminio di Roma, l'Anziolavinio vince la finale della Coppa Italia battendo il Terracina per 1-0. Nel campionato 1996/1997 entra in scena come Presidente dell'Anziolavinio Francesco Rizzaro.
L'Anziolavinio nei suoi campionati giovanili si è sempre distinta come una delle società più forti della Regione Lazio, vincendo oppure classificandosi sempre a ridosso delle prime nei propri gironi con le categorie Juniores, Allievi e Giovanissimi sia regionali sia provinciali. Nel 1997 vince il titolo di campione provinciale di Roma e Provincia con la categoria Giovanissimi Fascia B e nello stesso anno vince il Torneo "Beppe Viola" riservato alle categorie Giovanissimi Regionali, battendo in finale la Spes Montesacro. Alla fine della stessa stagione fu acquistato dalla A.S. Roma il giovane Alessandro Tulli (classe 1982), mentre) nel 1998 furono ceduti alla Ternana i giovani Rocco Giannone (classe 1983) e Cristian Greco (classe 1984); nel 2001 fu ceduto alla Pistoiese Fabio Vignati. Nel 2003 è stato ceduto alla Roma Marco Viviano, mentre nel 2006 è finito alla Lazio Manuel Ricci.
Il 6 aprile 2002 l'Anziolavinio è stato premiato dall'allora Presidente della Figc Franco Carraro e dal Presidente della Lega Nazionale Dilettanti Carlo Tavecchio per i suoi 75 anni di attività. Nella stagione 2005/2006, dopo aver vinto il proprio girone ed essere stata promossa nel campionato Interregionale di Serie D, vince anche la finale con il Morolo aggiudicandosi il titolo di Campione Regionale Lazio. Nella stessa stagione ha partecipato al campionato Juniores Nazionale, finendo seconda a un punto dalla prima. Grande soddisfazione nella stagione calcistica 2006/2007 dove la società ha disputato i campionati regionali con i seguenti risultati: Allievi Regionali D'Elite quinti; Giovanissimi Regionali primi; Allievi Coppa Lazio primi; Giovanissimi Coppa Lazio settimi; Giovanissimi Fascia B secondi..

### Anzio Calcio 1924 (dal 2015)
Nell'estate del 2015 il suo storico Patron, Franco Rizzaro, a seguito della retrocessione in Eccellenza, ha cambiato denominazione al club, chiamandolo Anzio Calcio 1924, decidendo di gestire in prima persona il settore giovanile, mentre per la prima squadra è intenzionato a trovare un nuovo socio.
Negli anni successivi invece club milita in Serie D fino alla stagione 2018-2019, quando retrocede in Eccellenza. Nella stagione 2022-2023 riconquista la Serie D.

## Strutture

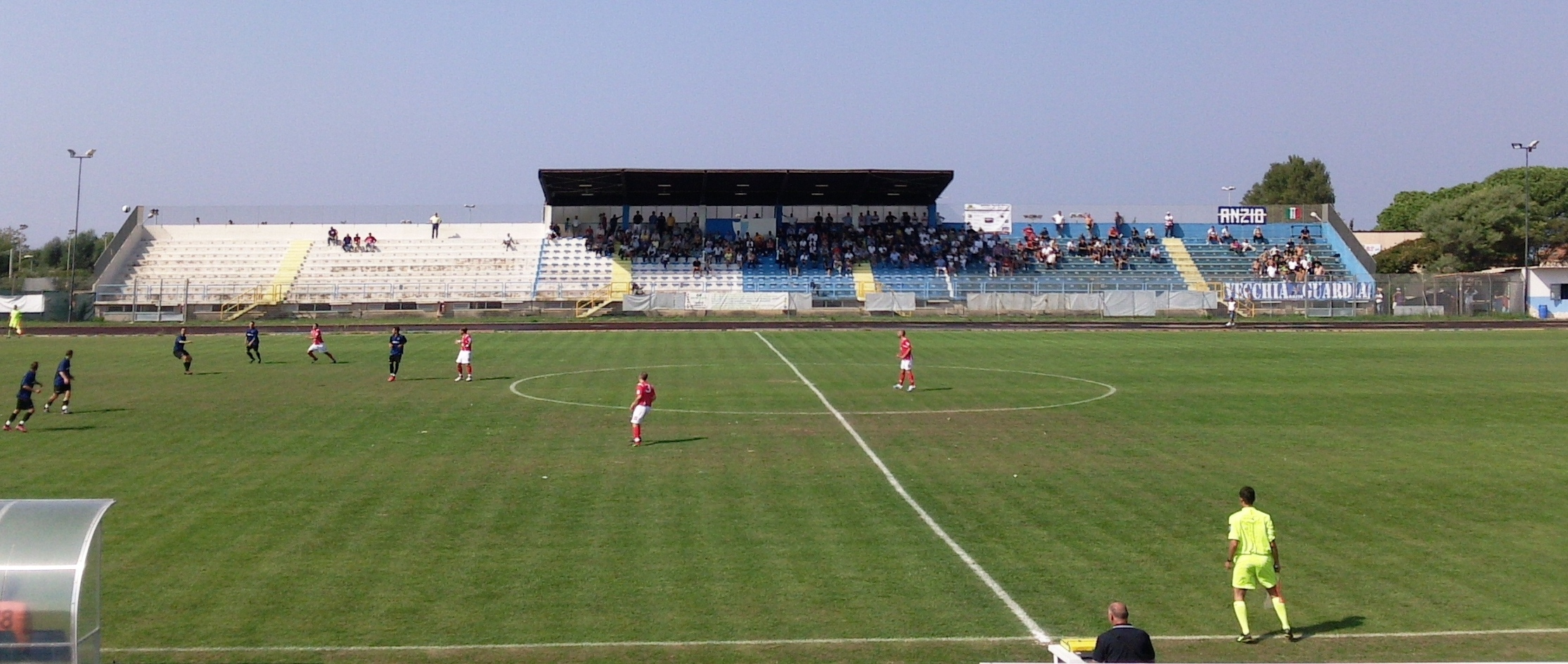
Stadio Massimo Bruschini

### Stadio
Lo stadio in cui l'Anzio disputa le partite casalinghe è il "Massimo Bruschini".

## Società

### Organigramma societario
- Franco Rizzaro - Presidente
- 🇮🇹 Pino Pollastrini Direttore tecnico
- Alberto Alessandroni - Direttore generale
- Guido Zenga - Direttore sportivo
- Mario Guida - Allenatore
- Giuseppe Vecchione - Responsabile della segreteria
- Marcello Bartoli - Responsabile comunicazione

## Allenatori e presidenti
- 2000-  Franco Rizzaro

- 2013-14  Roberto Chiappara
- 2014-15  Luigi Alvardi (1ª-2ª)
 Mauro Venturi (3ª-11ª)
 Giuseppe Guida (12ª)[5]
 Romolo Santolamazza (13ª-15ª)
 Giuseppe Guida (16ª-34ª)
- 2015-16  Flavio Catanzani
- 2016-17  Gaetano D'Agostino
- 2017-18  Simone Rughetti (1ª-19ª) 
 Marco Ghirotto (20ª-34ª)
- 2018-19  Giovanni Pisano (1ª)
 Tommaso Volpi (2ª-3ª)
 Mario Guida (4ª)[5]
 Giovanni Pisano (5ª-11ª)
 Gaetano Greco (12ª-17ª)
 Guglielmo Bacci (18ª-25ª)
 Anacleto Cesarini (26ª-28ª)
 Gaetano Greco (29ª-38ª)
- 2019-  Mario Guida

## Palmarès

### Competizioni regionali
- Eccellenza: 2

2005-2006 (girone A), 2022-2023 (girone A)
- Promozione: 2

1994-1995 (girone C), 1999-2000 (girone C)
- Prima Categoria: 2

1960-1961 (girone B), 1962-1963 (girone B)
- Prima Divisione: 1

1948-1949 (girone A)
- Coppa Italia Dilettanti Lazio: 1

1995-1996

## Statistiche e record

### Partecipazione ai campionati
| Livello | Categoria                       | Partecipazioni | Debutto   | Ultima stagione | Totale |
| ------- | ------------------------------- | -------------- | --------- | --------------- | ------ |
| 4º      | Promozione                      | 1              | 1949-1950 | 1949-1950       | 16     |
| 4º      | Serie D                         | 15             | 1963-1964 | 2025-2026       | 16     |
| 5º      | Campionato Interregionale       | 2              | 1990-1991 | 1991-1992       | 8      |
| 5º      | Campionato Nazionale Dilettanti | 1              | 1992-1993 | 1992-1993       | 8      |
| 5º      | Serie D                         | 5              | 2006-2007 | 2013-2014       | 8      |

## Tifoseria

### Gemellaggi e rivalità
Gemellaggi
- Cynthia[6][7]

Amicizie
- Aprilia[6][7]
- Latina[6][7]
- Gaeta[7]
- Pro Cisterna
- Roma

Rivalità
- Nettuno[6][7]
- Alatri[6][7]
- Fidene[7]
- Cavese[7]
- Pomezia